# Dichromodes scothima
Dichromodes scothima är en fjärilsart som beskrevs av Louis Beethoven Prout 1910. Dichromodes scothima ingår i släktet Dichromodes och familjen mätare. Inga underarter finns listade i Catalogue of Life.